# Gegeneophis nadkarnii
Gegeneophis nadkarnii är en groddjursart som beskrevs av Gopalakrishna Bhatta och Prashanth 2004. Gegeneophis nadkarnii ingår i släktet Gegeneophis och familjen Caeciliidae. IUCN kategoriserar arten globalt som otillräckligt studerad. Inga underarter finns listade i Catalogue of Life.